# Nguyễn Hoàng Lâm
Nguyễn Hoàng Lâm (sinh 31 tháng 7 năm 1980) là một vận động viên cờ tướng của Việt Nam. Anh là vô địch cờ tướng châu Á năm 2011 và vô địch cờ tướng Việt Nam năm 2012. Ngoài ra anh từng 3 lần hạng nhì (2010, 2011, 2014) và 4 lần hạng ba (2004, 2006, 2008, 2015) ở giải cờ tướng vô địch quốc gia. Tuy là người gốc Bắc nhưng Nguyễn Hoàng Lâm sinh sống ở Thành phố Hồ Chí Minh và trong các giải đấu cấp quốc gia anh thi đấu cho đội tuyển Thành phố Hồ Chí Minh.

## Giải vô địch cờ tướng Việt Nam

### 2011
Giải vô địch cờ tướng Việt Nam 2011 gồm hai giai đoạn. Giai đoạn một các kỳ thủ thi đấu theo hệ Thuỵ Sĩ gồm 9 vòng. Giai đoạn hai chọn bốn kỳ thủ xếp cao nhất chia cặp đấu bán kết và chung kết.
Sau giai đoạn một, với 6,5 điểm / 9 ván (+5 =3 –1) Nguyễn Hoàng Lâm xếp thứ hai, vào bán kết gặp đối thủ Trần Văn Ninh (Đà Nẵng). Dù vừa thua Trần Văn Ninh ở ván cuối cùng giai đoạn một, nhưng anh đã xuất sắc thắng cả hai ván bán kết, vào chung kết gặp Nguyễn Thành Bảo. Ở chung kết sau hai ván Nguyễn Hoàng Lâm thất bại với tỉ số 0,5–1,5, nhận ngôi á quân lần thứ hai liên tiếp .

### 2012
Giải vô địch cờ tướng Việt Nam 2012 thể thức cũng như năm trước. Sau giai đoạn một, với 6 điểm / 9 ván (+3 =6), Lâm đủ đạt vị trí thứ tư (chỉ số phụ cao nhất trong nhóm 6 điểm) để vào bán kết. Ở bán kết, với lợi thế đi trước ván đầu tiên, anh giành thắng lợi trước Tôn Thất Nhật Tân (Đà Nẵng), người cao điểm nhất sau giai đoạn một. Ván thứ hai, khi đối thủ chịu sức ép buộc phải thắng, Nguyễn Hoàng Lâm giành thêm ván thắng nữa, vào chung kết gặp đồng đội Đào Quốc Hưng. Trận chung kết với hai ván cờ tiêu chuẩn cũng tương tự như ở bán kết, khi Nguyễn Hoàng Lâm giành thắng lợi ván đầu tiên khi đi trước và kết thúc giải bằng một trận thắng nữa, trở thành nhà quán quân mới của cờ tướng Việt Nam. Anh giành chức vô địch cờ tướng quốc gia lần đầu tiên với thành tích bất bại (+7 =6) sau 13 ván và toàn thắng ở giai đoạn hai .

### 2014
Giải vô địch cờ tướng Việt Nam 2014 đánh theo hệ Thuỵ Sĩ 11 ván và không có giai đoạn đánh loại trực tiếp. Nguyễn Hoàng Lâm kết thúc giải với 8 điểm (+6 =4 –1), giành vị trí á quân.

## Giải vô địch cờ tướng châu Á 2011
Giải vô địch cờ tướng châu Á 2011 mỗi quốc gia được cử hai vận động viên nam và một vận động viên nữ tham dự. Với sự thống trị của Trung Quốc ở môn cờ tướng, Việt Nam khi dự giải không đặt mục tiêu vô địch.
Giải nam tiến hành hai vòng. Vòng 1 đánh theo hệ Thuỵ Sĩ gồm 5 ván đấu, chọn 4 kỳ thủ xếp hạng cao nhất vào đánh bán kết và chung kết. Bất ngờ đã xảy ra khi cả hai kỳ thủ Trung Quốc là Vương Dược Phi và Lữ Khâm thi đấu không tốt, chỉ xếp thứ 5 và 6 sau 5 vòng đấu , không giành được quyền tranh ngôi vô địch. Nguyễn Hoàng Lâm với 3 thắng và 2 hoà đạt 4 điểm / 5 ván  vào đánh bán kết với Mã Trọng Uy (Đài Loan). Đồng đội của Lâm là Bùi Dương Trân cũng giành quyền vào bán kết.
Ở bán kết, một chút may mắn khi bốc thăm là hai kỳ thủ Việt Nam được đi trước. Họ đã chuyển hoá ưu thế này thành hai chiến thắng và gặp nhau ở chung kết. Với tâm lý thoải mái ở trận chung kết "nội bộ", Nguyễn Hoàng Lâm đã vượt qua Bùi Dương Trân  và trở thành nhà vô địch châu Á giải lần thứ 15. Đây là lần đầu tiên trong lịch sử 31 năm tổ chức giải có kỳ thủ Việt Nam giành chức vô địch châu Á, soán ngôi vị độc tôn của các kỳ thủ Trung Quốc.

## Ngoài lề
Trong làng cờ tướng Việt Nam có hai kỳ thủ cùng tên Nguyễn Hoàng Lâm. Vì vậy anh có biệt danh là "Lâm tay dài", để phân biệt với kỳ thủ còn lại là "Lâm người mẫu".